# カントン (オハイオ州)
カントン（英: Canton）は、アメリカ合衆国オハイオ州の都市。スターク郡の郡庁所在地である。人口は7万0872人（2020年）で減少傾向にある。アクロンの南38km、クリーブランドの南96kmに位置する。
カントンは1805年にニミシレン・クリーク西支流と中支流沿いに設立され、多くの鉄道が通ったために製造業の中心になった。重工業の衰退後、市内の産業は小売り、教育、金融および健康管理などサービス業で多様化した。
カントンにはプロフットボール殿堂、マッキンリー国立記念碑、ウィリアム・マッキンリー大統領図書館および博物館、さらにはファーストレディ国定史跡がある。

## 歴史

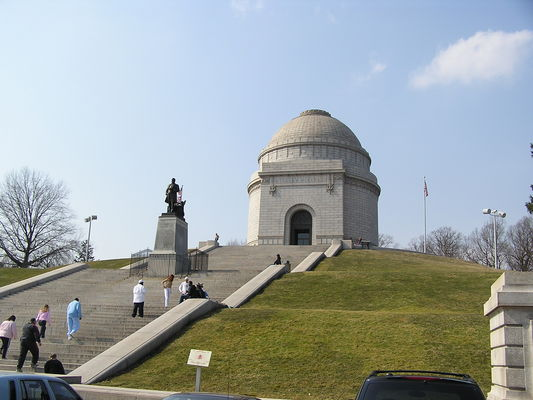
ウィリアム・マッキンリー大統領の墓所

カントンは1805年に設立された。Cantonrep.comでは、ウィリアム・マッキンリー大統領図書館および博物館の館長、キム・ケニーが、カントンは村落として1822年に、市としては1838年に編入されたと言っていることを引用している。その情報はE・T・ヒールドの「スターク郡の話」シリーズから得られたものだった。しかし、カントン市のウェブで歴史のページに拠ると、村落としての編入は1815年、町として1834年、市制は1854年としている。
町の区画を分けたサーベイヤーのベザリール・ウェルズが、当時英語圏ではCantonと呼ばれていた中国の広州市に因んでカントンと名付けた。この名前はウェルズが称賛していたジョン・オドネルという貿易業者を記念するものだった。オドネルは広東からボルティモアまで商品を運んだ最初の人だったので、メリーランド州にある自分のプランテーションを中国の都市に因んで名付けていた。
カントンはウィリアム・マッキンリー大統領の第2の故郷だった。マッキンリーはナイルズで生まれ、1867年頃にカントンで法律実務を始め、1869年から1871年まではスターク郡の検事だった。オハイオ州知事に当選したときにその選挙運動の本拠となり、1896年と1900年の大統領選挙でもその家の玄関で選挙運動を行った。1907年に落成したウィリアム・マッキンリー大統領図書館および博物館とウィリアム・マッキンリー記念碑がある。

## 地理

### 地勢

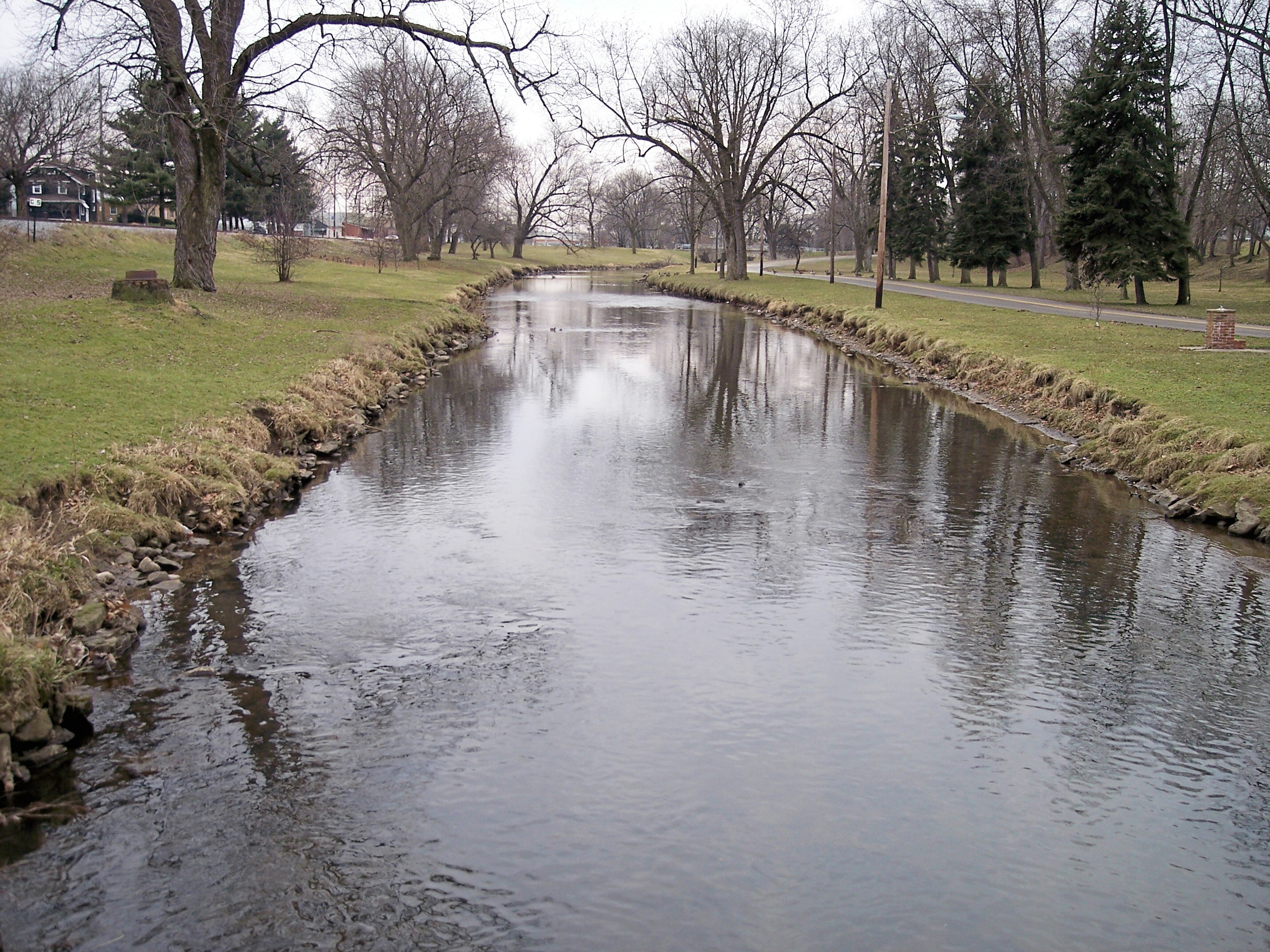
ニミシレン・クリーク西支流

カントンは北緯40度48分18秒 西経81度22分33秒 / 北緯40.80500度 西経81.37583度に位置し、標高は1,060フィート (323 m) である。ニミシレン・クリークとその東、中および西支流が市内を流れている。
カントンの北はプレイン・タウンシップとノースカントン、西はメイアーズレイクとペリー・タウンシップ、南はカントン・タウンシップ、東はニミシレン・タウンシップ、オスナバーグ・タウンシップおよびイーストカントンと接している。2006年12月に認められた合併によって、東側境界はイーストカントンまで含むことになった。
アメリカ合衆国国勢調査局によれば、市域全面積は20.6平方マイル (53.3 km2)、このうち陸地は20.5平方マイル (53.2 km2)、水面は0.01平方マイル (0.03 km2)で水域率は0.05％である。

### 気候
カントンはアメリカ合衆国中西部に典型的な湿潤大陸性気候（ケッペンの気候区分でDfa）に属し、大変暑く湿気のある夏と、寒い冬がある。冬季は冷涼になる傾向があり、1月の最高気温は33°F (1℃)、同平均気温は17°F (−8℃)となり、かなり温度変化がある。例年の1月では、最高気温が50°F (10℃)を超えることもあれば、最低気温が0°F (−18℃)を下回ることもある。北のスノーベルト地帯に比べれば降雪は少ないが、エリー湖の影響を幾らか受けている。アクロン・カントン空港で一冬に平均して47.4インチ (120 cm) の降雪がある。春は短く、厳しい冬から、暑く高湿度で蒸す夏に急速に移行する。夏は暖かく、時として暑くなり、7月の最高気温は82°F (28℃)、同平均気温は61°F (16℃)である。夏の天候は安定しているが、雷雨が多く一般に湿潤である。気温は毎年平均して約9回は90°F (32℃) を超える。秋は最も乾燥した季節であり、晴れた暖かい日中と冷涼な夜が多い。アクロン・カントン地域で過去最高気温は、1918年8月6日の104°F (40℃)である。過去最低気温は、1994年1月19日の-25°F (−32℃)である。  
| カントン市の気候                                                     | カントン市の気候 | カントン市の気候 | カントン市の気候 | カントン市の気候 | カントン市の気候 | カントン市の気候 | カントン市の気候 | カントン市の気候 | カントン市の気候 | カントン市の気候 | カントン市の気候 | カントン市の気候 | カントン市の気候 |
| 月                                                                   | 1月              | 2月              | 3月              | 4月              | 5月              | 6月              | 7月              | 8月              | 9月              | 10月             | 11月             | 12月             | 年               |
| -------------------------------------------------------------------- | ---------------- | ---------------- | ---------------- | ---------------- | ---------------- | ---------------- | ---------------- | ---------------- | ---------------- | ---------------- | ---------------- | ---------------- | ---------------- |
| 最高気温記録 °C （°F）                                               | 23 (73)          | 22 (72)          | 28 (82)          | 32 (89)          | 34 (93)          | 38 (100)         | 39 (102)         | 40 (104)         | 37 (99)          | 32 (89)          | 27 (80)          | 24 (76)          | 40 (104)         |
| 平均最高気温 °C （°F）                                               | 1 (33)           | 3 (37)           | 9 (48)           | 15 (59)          | 21 (70)          | 26 (78)          | 28 (82)          | 27 (80)          | 23 (73)          | 16 (61)          | 9 (49)           | 3 (38)           | 15 (59)          |
| 平均最低気温 °C （°F）                                               | −8 (17)          | −7 (20)          | −2 (28)          | 3 (37)           | 9 (48)           | 14 (57)          | 16 (61)          | 16 (60)          | 12 (53)          | 6 (42)           | 1 (33)           | −4 (24)          | 4 (40)           |
| 最低気温記録 °C （°F）                                               | −32 (−25)        | −29 (−20)        | −21 (−6)         | −12 (10)         | −4 (24)          | 0 (32)           | 5 (41)           | 4 (39)           | −2 (29)          | −7 (20)          | −18 (−1)         | −27 (−16)        | −32 (−25)        |
| 雨量 mm （inch）                                                     | 63.2 (2.49)      | 57.9 (2.28)      | 80 (3.15)        | 86.1 (3.39)      | 100.6 (3.96)     | 90.2 (3.55)      | 102.1 (4.02)     | 92.7 (3.65)      | 87.1 (3.43)      | 64.3 (2.53)      | 77.2 (3.04)      | 75.7 (2.98)      | 977.1 (38.47)    |
| 降雪量 cm （inch）                                                   | 33.5 (13.2)      | 23.9 (9.4)       | 21.1 (8.3)       | 6.6 (2.6)        | 0.3 (0.1)        | 0 (0.0)          | 0 (0.0)          | 0 (0.0)          | 0 (0.0)          | 1.5 (0.6)        | 9.4 (3.7)        | 24.1 (9.5)       | 120.4 (47.4)     |
| 出典：The Weather Channel and National Weather Service November 2008 |                  |                  |                  |                  |                  |                  |                  |                  |                  |                  |                  |                  |                  |

## 人口動態

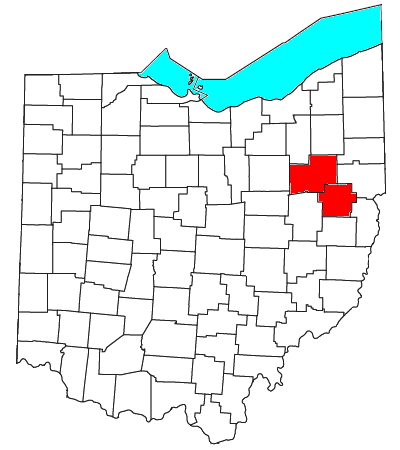
オハイオ州におけるカントン・マシロン都市圏の位置

以下は2000年国勢調査による人口統計データである。
| 基礎データ - 人口: 80,806人 - 世帯数: 32,489世帯 - 家族数: 19,785家族 - 人口密度: 1,518.2人/km2（3,932.1人/mi2） - 住居数: 35,502軒 - 住居密度: 667.0軒/km2（1,728.0/mi2） 人種別人口構成 - 白人: 74.45% - アフリカン・アメリカン: 21.04% - ネイティブ・アメリカン: 0.49% - アジア人:0.32% - 太平洋諸島系: 0.03% - その他の人種: 0.61% - 混血: 3.06% - ヒスパニック・ラテン系: 1.24% 年齢別人口構成 - 18歳未満: 26.6% - 18-24歳: 9.8% - 25-44歳: 29.1% - 45-64歳: 20.2% - 65歳以上: 14.3% - 年齢の中央値: 25歳 - 性比（女性100人あたり男性の人口） - 総人口: 87.5 - 18歳以上: 81.9 | 世帯と家族（対世帯数） - 18歳未満の子供がいる: 30.0% - 結婚・同居している夫婦: 37.1% - 未婚・離婚・死別女性が世帯主: 19.1% - 非家族世帯: 39.1% - 単身世帯: 33.0% - 65歳以上の老人1人暮らし: 12.4% - 平均構成人数 - 世帯: 2.39人 - 家族: 3.04人 収入と家計 - 収入の中央値 - 世帯: 28,730米ドル - 家族: 35,680米ドル - 性別 - 男性: 30.628米ドル - 女性: 21,581米ドル - 人口1人あたり収入: 15,544米ドル - 貧困線以下 - 対人口: 19.2% - 対家族数: 15.4% - 18歳未満: 27.4% - 65歳以上: 11.3% |

### カントン都市圏
カントンはキャロル郡とスターク郡を包含するカントン・マシロン都市圏の最大主要都市であり、2000年国勢調査での人口は406,934人だった。

## 市政府
カントンは市長・市政委員会方式を採っており、州の認証無しで運営されていることではオハイオ州最大の都市である。市政委員会は9区に分けられ、全市選出委員3名と委員長がいる。現在の市長はウィリアム・J・ヒーリー2世である。

## 経済

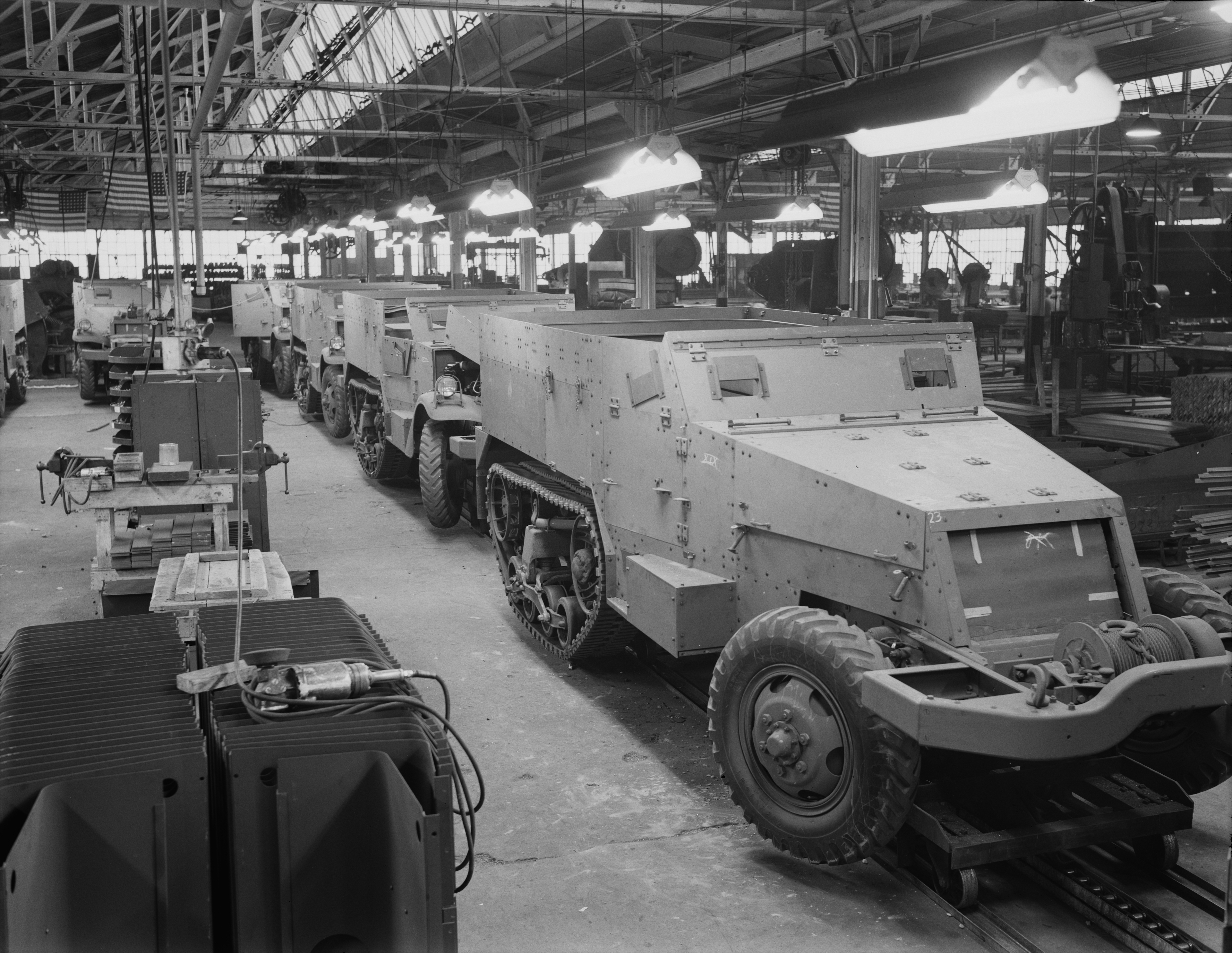
装甲半装軌車の生産、ディボールド・セーフ・アンド・ロック会社の転換車工場

カントン地域経済は主に製造業であり、かなりの比率で農業が続いている。円すいころ軸受と特殊鋼の主要製造企業であるティムケンがある。カントン地域で活動しているその他の大企業としては、ベルデン・ブリック（煉瓦と石材の生産）とディボールド（現金自動預け払い機、電子投票機および金庫室の製造）がある。この地域には幾つかの地域食品加工業もあり、ニクラス・ベーカリー（焼き菓子）、パークファームズ（鶏肉）およびシアラーズ（スナック菓子）がある。鶏肉生産と酪農も地域の重要な産業である。
アメリカ合衆国の多くの工業地域と同様に、製造業の雇用は長期低落傾向にある。LTVスティール（元レパブリックスティール）は2000年に破産するまで最大雇用主だった。2004年、ティムケンはカントンを拠点としていた軸受け生産を南部の工場に移すと提案した。ティムケンの粗鋼生産量はカントン周辺が中心のままであるが、カントン市経済には打撃であり、市のイメージと誇りを直撃した。フーバー・カンパニー（真空掃除機）は50年間以上ノースカントンの象徴的存在だった。この会社はワールプール・コーポレーションからテクトロニクス・インダストリーズによって買収され、2007年6月には創業の地ノースカントンの工場を閉鎖することになった。これら製造業の縮小に反応して、地域は小売業やサービス業への転換を進めている。
カントンはアメリカ合衆国の多くの中規模都市と同様に、その中心街小売業の大半が郊外に移ってしまっていた。カントン地域の小売業のかなりの部分は現在、ジャクソン・タウンシップのウェストフィールド・ベルデン・ヴィレッジ・モール周辺に移った。近年、中心街は幾らか再活性化が進み、カフェ、レストランおよび画廊が進出してきた。ベルデン・ヴィレッジ地域に市内の小売業の大半が脱出したにも拘わらず、幾つかの小売業センターがカントン市内（市境界かその近く）に残っている。カントンと近くのマシロンを繋ぐリンカーンハイウェイの支線であるタスカラワス通り（リンカーンウェイ）には、カントン・センターモールと様々な規模の小売りアウトレット店がある。カントン・センター地域とベルデン・ヴィレッジ地域を繋ぐホイップル・アベニュー沿いには商店街がある。中心街から北の類似した商店街はクリーブランド・アベニューとマーケット・アベニュー沿いにある。クリーブランド・アベニューとマーケット・アベニューを繋ぐ地域は、北西30番通りの小型商店地区であり、カントンからルイスビルやアライアンスに至るアメリカ国道62号線回廊にも小売店が並んでいる。

## 芸術と教育
1935年に設立されたカントン美術館は、カントンにおける美術を奨励し促進するように工夫された広い地域社会に基づく芸術組織である。19世紀や20世紀のアメリカ人芸術家に焦点を当て、特に絵画や1950年代に始まる陶芸作品がある。美術館のスポンサーはカントンやスターク郡の高校生の作品を毎年展示し、奨学金が与えられている。DCIのワールドクラスに出場するブルーコーツドラム＆ビューグルコーがカントンを本拠にしている。教育上の福祉計画ではこの美術館を、図書館、教区学校、地域公立学校、市内5学校および行動障害生徒用学校の学外拠点にしている。
カントンの幼稚園生から12年生までの児童・生徒はカントン市教育学区が教育を管轄しているが、北西17番通りから北の地域はプレイン・ローカル教育学区が管轄している。カントン・ローカル教育学区はサウスカントンの大半を管轄している。
福音フレンド教会傘下の私立4年制教養教育カレッジであるマローン大学は北西25番通りにある。カトリック系ウォルシュ大学はノースカントン近くにある。スターク州立カレッジとケント州立大学の支部も近くのジャクソン・タウンシップ内にある。また、カントン中心街にはティムケン高校に通学するアーリーカレッジの高校生によって使われるスターク州立カレッジの小さな支部もある。
市内には2つのカトリック系高校がある。セントトマスアキナス高校は市内東部（およびスターク郡東部全体）を受け持ち、カントン・セントラル・カトリック高校（ペリー・タウンシップ内）は市内西部（およびスターク郡西部全体）を受け持っている。ペリー・タウンシップにはペリー高校もあり、マシロンとカントン両地域から生徒を受け入れている。カントン市内にあるカトリック系小学校としてはセントピーター、セントジョセフおよびアワー・レディ・オブ・ピース各学校がある。また幼稚園生から12年生までのキリスト教小学校と高校であるヘリテージ・クリスチャン学校もある。カントン・カントリー全日学校はもう一つの私立小学校である。さらに20世紀初めにマリア・モンテッソーリによって提案された教育のためのモンテッソーリ・プランに従って教育を行う私立のカントン・モンテッソーリ学校がある。

## メディア

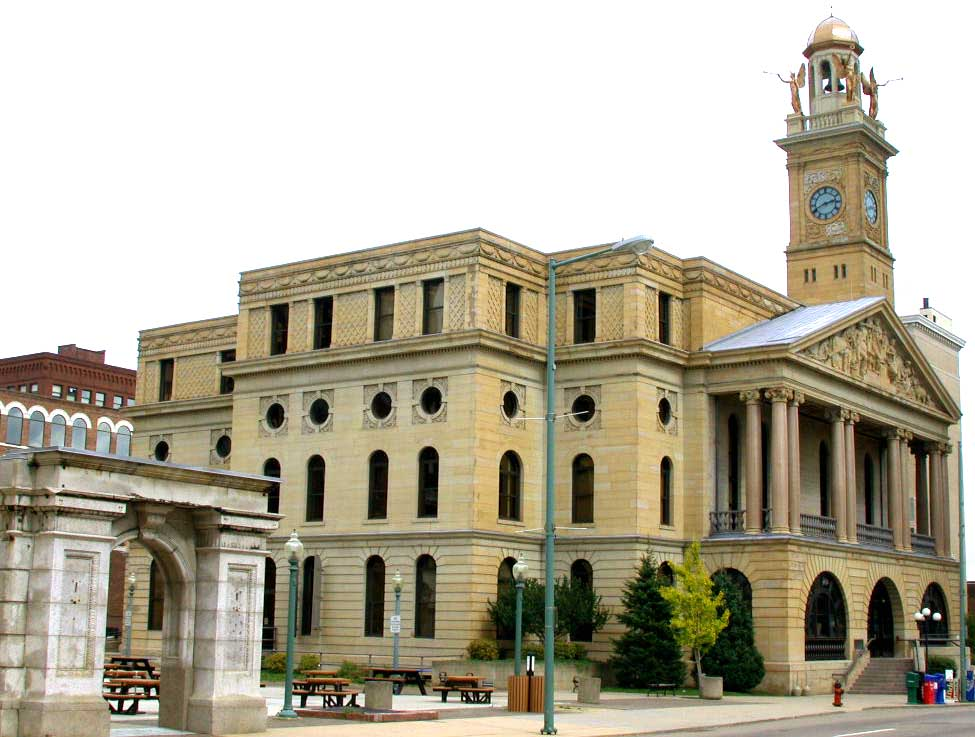
スターク郡郡庁舎

### 新聞
カントン市内唯一の新聞は「ザ・レポジトリー」である。

### テレビ
カントンは北のアクロンと同様にクリーブランド・テレビ市場の一部である。しかし、ヤングスタウンに近いために、住民が地上波放送を受信するのと同じようにヤングスタウン地域からの放送を受信するのもよくあることである。
カントンで免許を取得したテレビ放送局は3局あり、そのどれも全国放送の系列ではない。
またケーブルテレビの公開チャンネル、カントンシティスクールズ・TV 11がある。放送内容は視聴者の地域によって異なる。

### ラジオ
AMラジオ放送局は4局有り、FMラジオ放送局は3局ある。

## 地区
- クリスタルパーク[14]
- デューバー
- ハーターハイツ[15]
- ハイランドパーク[16]
- マーケットハイツ[17]
- ニュートンゾーン
- リッジウッド[18]
- サミット[19]

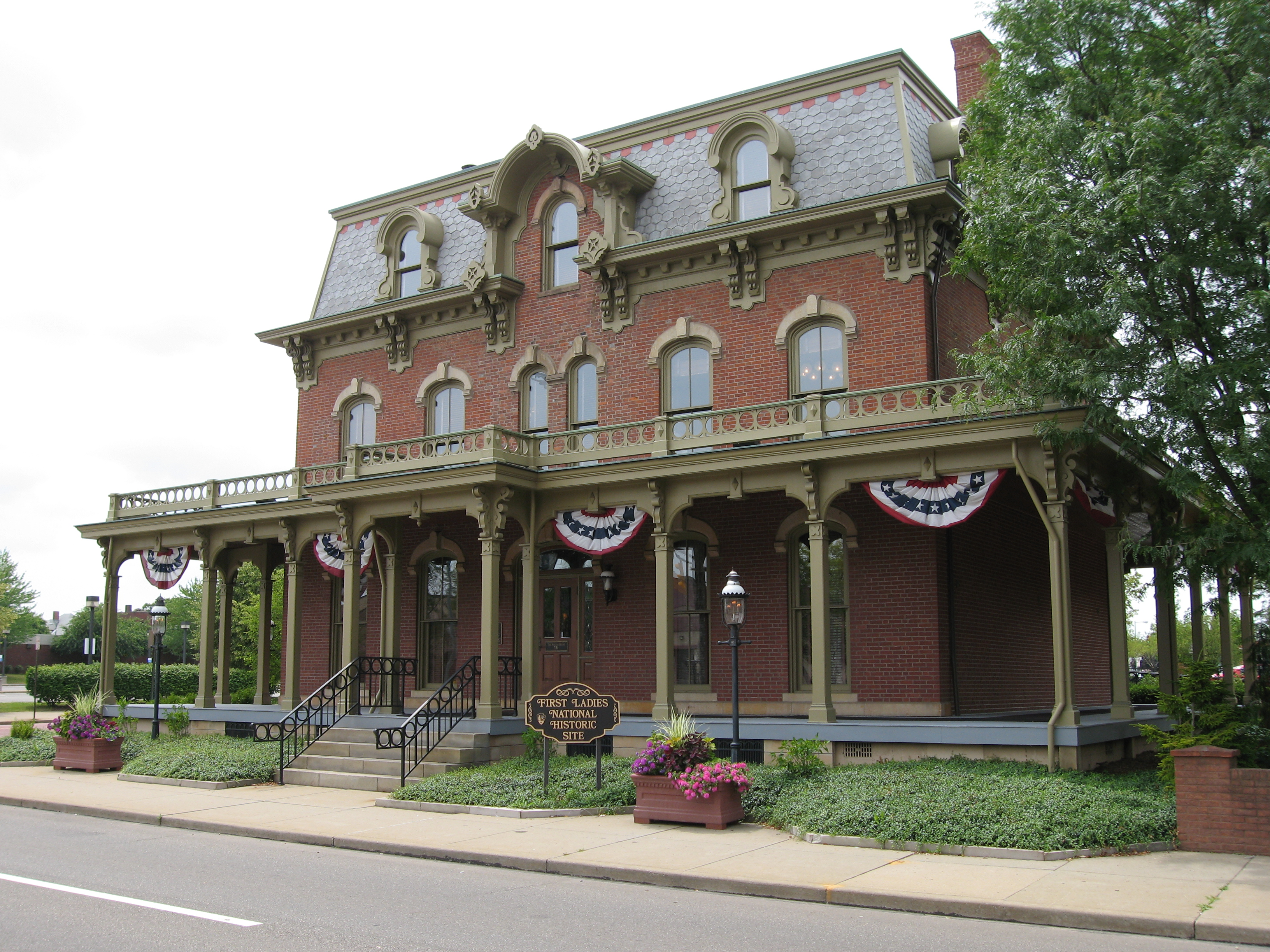
ファーストレディ国定史跡

- ウェストメイナー（ペリー・タウンシップ）、住所はカントン
- ウェストパーク
- ウェストブランチパーク

## スポーツ

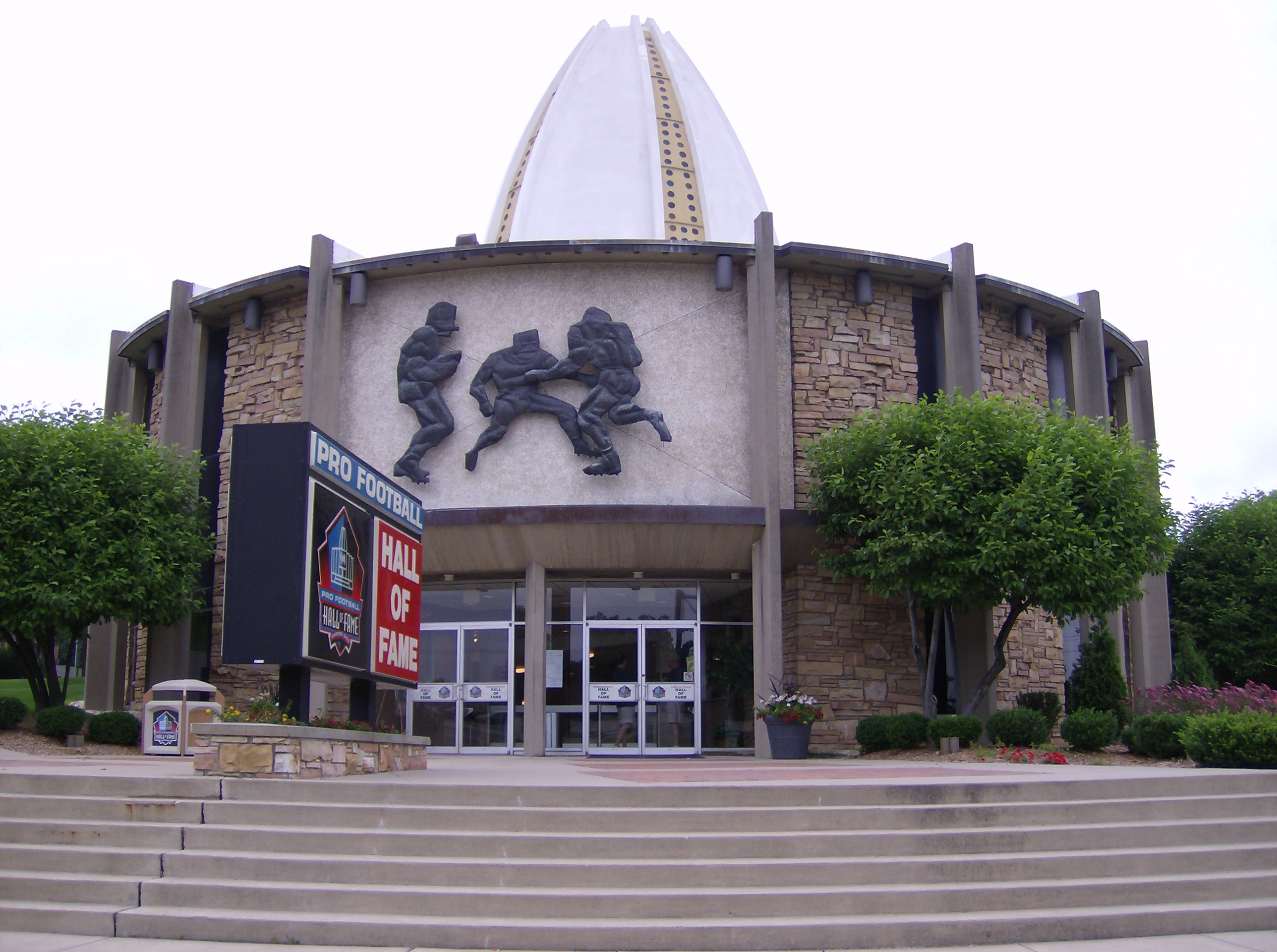
アメリカンフットボールの殿堂

カントンにはプロフットボール殿堂がある。NFL（ナショナル・フットボール・リーグ)の前身であるアメリカン・プロフェッショナル・フットボール協会は1920年9月17日にカントンの自動車ディーラー店で設立された。
毎年夏、カントンではプロフットボール殿堂フェスティバルが開催され、熱気球祭、バーベキュー祭、ファッションショー、地域パレード、サンデーモーニングレース、ディナー、
パレードがあり、新しく殿堂入りした人物によるスピーチで盛り上がり、フォーセット・スタジアムでAFCとNFCの代表チームによるプレシーズン・エキシビションゲーム（ホール・オブ・フェイム・ゲーム）が行われる。レギュラーシーズンではカントンのマッキンリー高校とティムケン高校（さらには他の地域の高校やカレッジ）が使うフォーセット・スタジアムは、ザ・スポーティング・ニューズによって認められてきた。過去にカントン・ブルドッグズが1920年から1923年、（1924年は不参加）1925年と1926年にNFLに参加したがその後チームは解散した。
OHSAA（オハイオ州高校競技連盟）の州内フットボール選手権大会のうち3試合がカントンのフォーセット・スタジアムで開催されている。その他の3試合は近くのマシロンにあるポール・ブラウン・タイガー・スタジアムで開催されている。
アメリカン・インドア・フットボール協会のカントン・レジェンズはカントン・シビック・センターで試合を行う。ただし、2009年のシーズンは運営が中断された。コンティネンタル・インドア・フットボールリーグもカントンに事務所を構えている。
全国プロ・サッカーリーグIIとアメリカ室内サッカー協会のカントン・インベーダーズは1984年から1996年までカントン・メモリアル・シビックセンターを本拠地としており、リーグで5度優勝した。
カントンは何度かプロ野球の本拠地にもなってきた。1920年代と1930年代のカントン・テリアズを含め、カントンの名を冠した多くのマイナーリーグのチームが本拠地とした。カントン・アクロン・インディアンスは9年間クリーブランド・インディアンス傘下でAAリーグに入り、1996年のシーズン後に北のアクロンに移るまでサーマン・マンソン・メモリアル・スタジアムで試合を行った。独立系マイナーリーグでは、カントン・クロコダイルズとカントン・コヨーテズがフロンティアリーグの一員になり、数年間はサーマン・マンソン・メモリアル・スタジアムを本拠地とした。クロコダイルズは1997年の結成の年にリーグチャンピオンになり、2002年にペンシルベニア州のワシントンに移った。コヨーテズはカントンで1シーズンだけプレイし、その後2003年にはミズーリ州コロンビアに移った。

## 交通
カントンは州間高速道路システムの利便性が良い。州間高速道路77号線から出た幾つかの高規格道路がカントンから南はサウスカロライナ州コロンビア、ノースカロライナ州シャーロット、ウェストバージニア州チャールストン、北はクリーブランドやアクロンとを繋いでいる。
カントンには2本の有料道路もある。アメリカ国道30号線から出た幾つかの高規格道路がカントンから、西はインディアナ州フォートウェイン、東はニュージャージー州アトランティックシティ、ペンシルベニア州ピッツバーグとを繋いでいる。アメリカ国道62号線から出た幾つかの地方高規格道路がカントンから、南西のオハイオ州コロンバスや北東のヤングスタウンとを繋いでいる。
市内には州道43号線（マーケット・アベニュー、ウォルナット・アベニューおよびチェリー・アベニュー）、州道153号線（12番通りとマホーニング通り）、州道172号線（タスカラワス通り）とリンカーン・ハイウェイ、州道197号線（ホイップル・アベニューとラフ・アベニュー）、州道627号線（フェアクレスト通り）、州道687号線（フルトン・ドライブ）および州道800号線（クリーブランド・アベニュー）と別名オールド・ルート8と幾つかの動脈が走っている。
公共輸送はスターク地域交通公社が提供している。
アクロン・カントン地域空港（空港コードはIATA: CAK, IACO: KCAK）は市の北10マイル (16 km)、カントンとアクロンの間にあり、商業用クラスCの空港である。

## 大衆文化の中で
2008年7月21日、「ザ・コルベア・リポート」のスティーヴン・コルベアは、ジョン・マケインがカントンで選挙運動を止めたことについてコメントし、「ジョージア州の胸糞悪いカントンではない」と言った。このコメントが地方の大騒ぎを引き起こし、ジョージア州カントンの市長はコルベアが同地を訪れたこともないし、そうするように招待したこともないと主張した。7月30日にコルベアはこの件について謝罪し、自分が間違っており、「真に」胸糞悪いカントンはカンザス州のカントンだと言ったが、その後カンザスの町をネタにして何度かジョークを言った。8月5日、コルベアはジョージア州カントンとカンザス州カントンの市民に対して謝罪し、今度はその鉾先をサウスダコタ州カントンに向けた。コルベアはその後、サウスダコタ州カントンに対して心の籠もらない謝罪を行い、その後さらにテキサス州カントンを冷やかすことになった。
2009年、カントン市はGoogleの地図サイトで、誤って「コールズビル」と書かれた。このミスはライバルのフットボールファンによるいたずらだという噂はGoogleの宣伝担当エレーヌ・フィラデルフォによって否定された。

## 著名なカントン出身者
- ジェイク・アベル、俳優
- マザー・アンジェリカ、ローマ・カトリック修道女、エターナルワード・テレビジョン・ネットワーク創設者
- ブラノン・ブラガ、テレビ・プロデューサー、劇作家
- アンドリュー・W・コーディア、国際連合役人
- ディック・カニンガム、NBAバスケットボール選手、ミルウォーキー・バックス、ヒューストン・ロケッツ
- フランク・デ・フォル、作曲家、作詞家、編曲家、俳優
- ダン・ディアドルフ、アメリカンフットボール選手、テレビ・アナウンサー
- マイク・ドス、アメリカンフットボール選手、シンシナティ・ベンガルズ
- アバステニア・セントリージャー・エバール、彫刻家
- ウェイン・フォンテス、元デトロイト・ライオンズヘッドコーチ
- ダスティン・フォックス、アメリカンフットボール選手、バッファロー・ビルズ
- ペギ・アン・ガーナー、女優
- メイシー・グレイ、R&B歌手
- ブライアン・ハートライン、アメリカンフットボール選手、マイアミ・ドルフィンズ、マイク・ハートラインの兄弟
- マイク・ハートライン、アメリカンフットボール選手、ケンタッキー・ワイルドキャッツ、ブライアン・ハートラインの兄弟
- マイケル・ホーキンス、バスケットボール選手
- フィル・ハバード、バスケットボール選手、コーチ
- ジェイムズ・オリバー・ヒューバティ、サン・イシドロ・マクドナルド銃乱射事件の犯人
- インヘイル・イクスヘイル、クリスチャン・メタル・バンド
- カール・キング、作曲家、バンドリーダー
- コスタ・クーファス、バスケットボール選手、ユタ・ジャズ、ギリシャ・ナショナルチーム、元オハイオステート・バッキーズ
- フランク・ラビン、駐シンガポール大使、アメリカ合衆国商務省次官
- ベンジャミン・F・ライター、カントン市長、アメリカ合衆国下院議員
- エノック・ライト、バンドリーダー
- ラブドラッグ、インディ・バンド
- ジョン・マホーン、パーカッション奏者、エルトン・ジョン・バンド
- マリリン・マンソン、（別名ブライアン・ワーナー）、ロックシンガー、マリリン・マンソン・バンド
- ジョシュ・マクダニエルズ、デンバー・ブロンコスヘッドコーチ
- ウィリアム・マッキンリー、第25代アメリカ合衆国大統領、カントンのマッキンリー国立記念碑に埋葬されている
- キース・マクロード、NBAバスケットボール選手、ダラス・マーベリックス
- ドン・メレット、新聞編集者
- マリオン・モトリー、アメリカンフットボール選手
- サーマン・マンソン、野球選手
- ザ・オージェイズ、ソウルグループ
- ジャック・パール、ザ・トゥナイト・ショーのホスト
- アラン・ペイジ、ミネソタ・バイキングスのパープル・ピープル・イーターズの1人でプロフットボール殿堂入り選手、ミネソタ州最高裁判所陪席判事
- ジーン・ピーターズ、女優
- ケニー・ピーターソン、アメリカンフットボール選手、デンバー・ブロンコス
- リライアントK、クリスチャン・ロック・バンド
- ボズ・スキャッグス、音楽家
- エリック・スノウ、NBAバスケットボール選手、クリーブランド・キャバリアーズ
- パーシー・スノー、アメリカンフットボール選手、カンザスシティ・チーフス
- アシュリー・スペンサー、女優
- レロイ・スプランクル、高校の複数スポーツ・コーチ、著作家、カントン・インデペンデンツ総監督
- ジェフ・ティモンズ、歌手、98 Degrees
- ニック・ウェザースプーン、バスケットボール選手
- ドン・ウィリス、ビリヤード選手
- ニコール・ウッド、『PLAYBOY』のプレイメイト
- デーブ・ウォットル、1972年ミュンヘン・オリンピック陸上競技金メダリスト

## 姉妹都市
カントンは1つの都市と姉妹都市を結んでいる。
- - イスラエル、アッコ